# Kunstjahr 1919
Liste der Kunstjahre

◄ | 1915 | 1916 | 1917 | 1918 | Kunstjahr 1919 | 1920 | 1921 | 1922 | 1923 | ►

Weitere Ereignisse
Dieser Artikel behandelt das Kunstjahr 1919.

## Ereignisse

### Neue Abteilung der Nationalgalerie Berlin im Kronprinzenpalais
Die Neue Abteilung der Nationalgalerie Berlin im Kronprinzenpalais wird vom Direktor der Berliner Nationalgalerie Ludwig Justi gegründet und am 4. August eröffnet. Es ist die weltweit erste öffentliche Sammlung zeitgenössischer moderner Kunst des 20. Jahrhunderts. 
Die Räume im Erdgeschoss werden größtenteils aus den älteren Beständen bestückt – darunter Werke von Max Liebermann, obwohl Justi eine allgemein bekannte persönliche Feindschaft mit ihm verbindet. Ein Saal ist den französischen Impressionisten Édouard Manet, Claude Monet, Paul Cézanne, Edgar Degas und Pierre-Auguste Renoir gewidmet, ein anderer der Berliner Secession. Hinzu kommen Werke von Künstlern wie Vincent van Gogh, Edvard Munch, Ferdinand Hodler, Max Slevogt, Aristide Maillol und anderen. Das zweite Obergeschoss bildet das eigentliche Herzstück mit den Expressionisten: die Dresdner Brücke-Künstler Erich Heckel, Ernst Ludwig Kirchner, Otto Mueller, Max Pechstein, Emil Nolde und Karl Schmidt-Rottluff, die Maler Franz Marc und Christian Rohlfs, der Bauhaus-Künstler Lyonel Feininger sowie Skulpturen von Ernst Barlach und Wilhelm Lehmbruck. Aber auch Vincent van Gogh, Paul Gauguin und Oskar Kokoschka, französische Pointillisten und James Ensor. 
Die Räume selbst sind schlicht ausgestattet, ein breiter Farbsockel und eine funktionale Hängeleiste waren die einzigen architektonischen Elemente. Unter einem simplen Papierstreifen mit dem Namen des Künstlers werden die Werke in freier Anordnung gruppiert. Ein anderes Novum, halb aus konzeptionellen, halb aus finanziellen Gründen, ist die Nutzung zahlreicher Leihgaben und die Ausrichtung von Wechselausstellungen. Dadurch geriet auch die museale Inszenierung in ständige Bewegung. Kritiker bezeichnen die Galerie der Lebenden deshalb auch abfällig als Experimentiergalerie. Trotz beziehungsweise wegen all dieser Neuerungen hatte das Konzept des Kronprinzenpalais’ weltweite Ausstrahlung. 

### Das Bauhaus

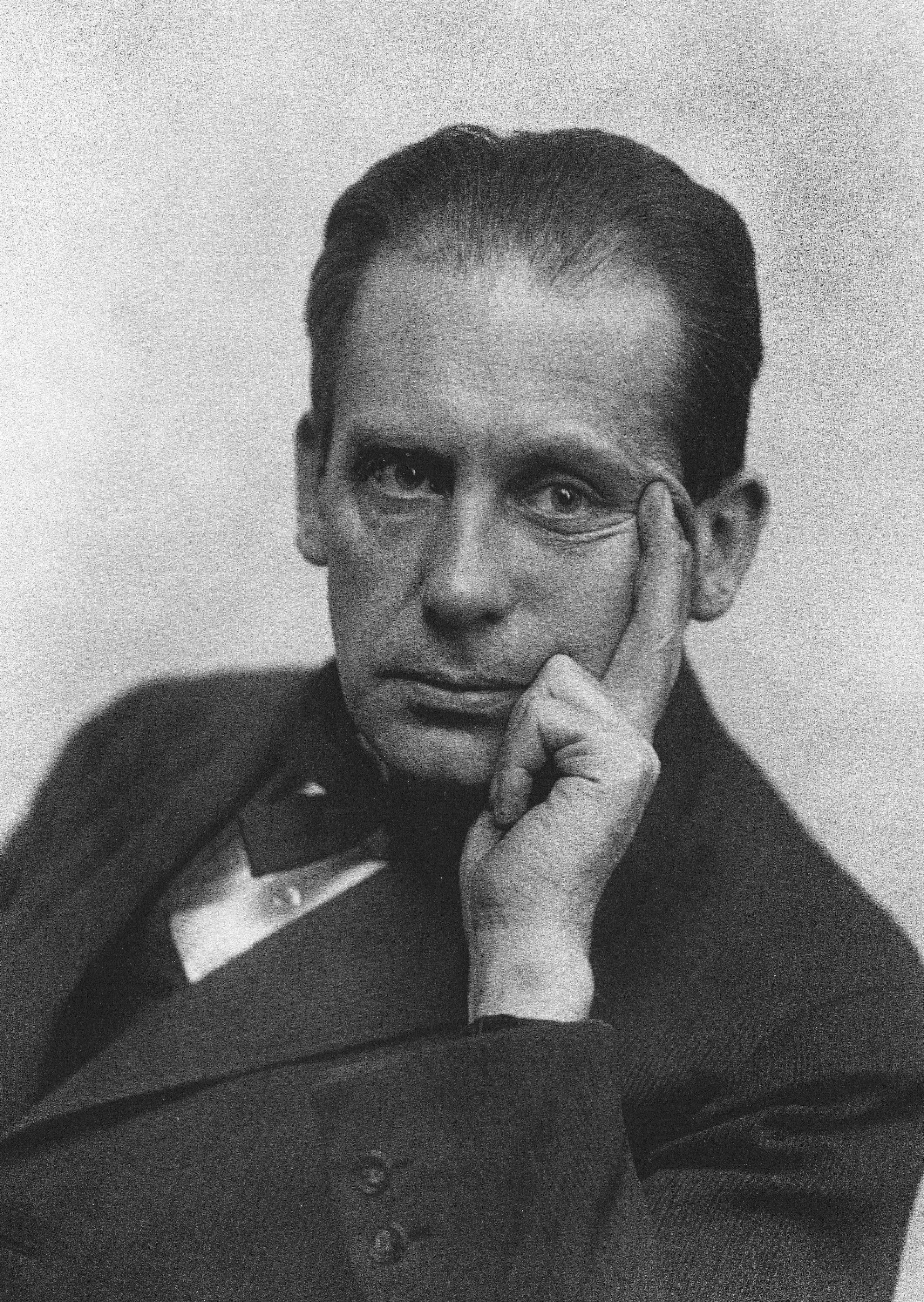
Walter Gropius, Foto von Louis Held, um 1919

- 21. März: In Weimar entsteht das von Walter Gropius initiierte Bauhaus als eine Hochschule für Gestaltung. Die gleichzeitig gegründete Möbelwerkstatt wird von Johannes Itten geleitet.

### Künstlervereinigungen
- Ende Januar: Die expressionistische Dresdner Sezession Gruppe 1919 wird gegründet. Zu den Mitbegründern zählen Conrad Felixmüller, Otto Dix, Wilhelm Heckrott, Constantin von Mitschke-Collande, Otto Schubert, Lasar Segall und der Kunstkritiker Will Grohmann. Die Maler Otto Lange, Peter August Böckstiegel sowie die Bildhauerin Gela Forster treten der Gruppe kurze Zeit später bei. Vom 5. April bis 13. Mai findet die erste Ausstellung im Kunstsalon Emil Richter statt. Ausgestellt werden Gemälde und Grafiken der Gruppenmitglieder sowie Plastiken von Gela Forster. Im Sommer folgt eine zweite Sonderausstellung, bei der auch Gäste anderer fortschrittlicher Künstlervereinigungen eingeladen werden. Im Oktober organisiert die Dresdner Sezession bei Emil Richter eine Ausstellung für die beiden jungen Künstler Pol Cassel und Otto Griebel, die der Gruppe nahe stehen ohne selber Mitglieder zu sein. Ende des Jahres kommt es zwischen den Mitgliedern der Gruppe aus politischen Gründen zu Auseinandersetzungen.
- 24. Februar: In Düsseldorf gründen der Schriftsteller Herbert Eulenberg und die Maler Arthur Kaufmann und Adolf Uzarski die Künstlervereinigung Das Junge Rheinland. Der Zusammenschluss soll die gemeinsamen Interessen der jungen rheinischen Künstlerschaft vertreten und Ausstellungen organisieren. Die 1. Ausstellung der Gruppe „Das Junge Rheinland“ erfolgte im Juni/Juli 1919 in der  Kunsthalle Düsseldorf unter Teilnahme von 113 Künstlern und Künstlerinnen.

- Die spätexpressionistische Künstlervereinigung Die Kugel wird in Magdeburg gegründet. Gründungsmitglieder sind unter anderen Bruno Beye, Wilhelm Höpfner und Günther Vogler.
- Die Hamburgische Sezession wird gegründet. Ziel der Vereinigung ist es, das Klima für die bildenden Künste in der kaufmännisch geprägten Hansestadt zu verbessern.
- In Dresden bildet sich um Kurt Günther, Otto Griebel, Otto Dix und den Komponisten Erwin Schulhoff die Dresdner Dada-Gruppe.

### Ausstellungen
- 29. Juni: In Berlin wird die erste Expressionistenausstellung von MERZbildern von Kurt Schwitters eröffnet.

### Malerei

#### Ölmalerei

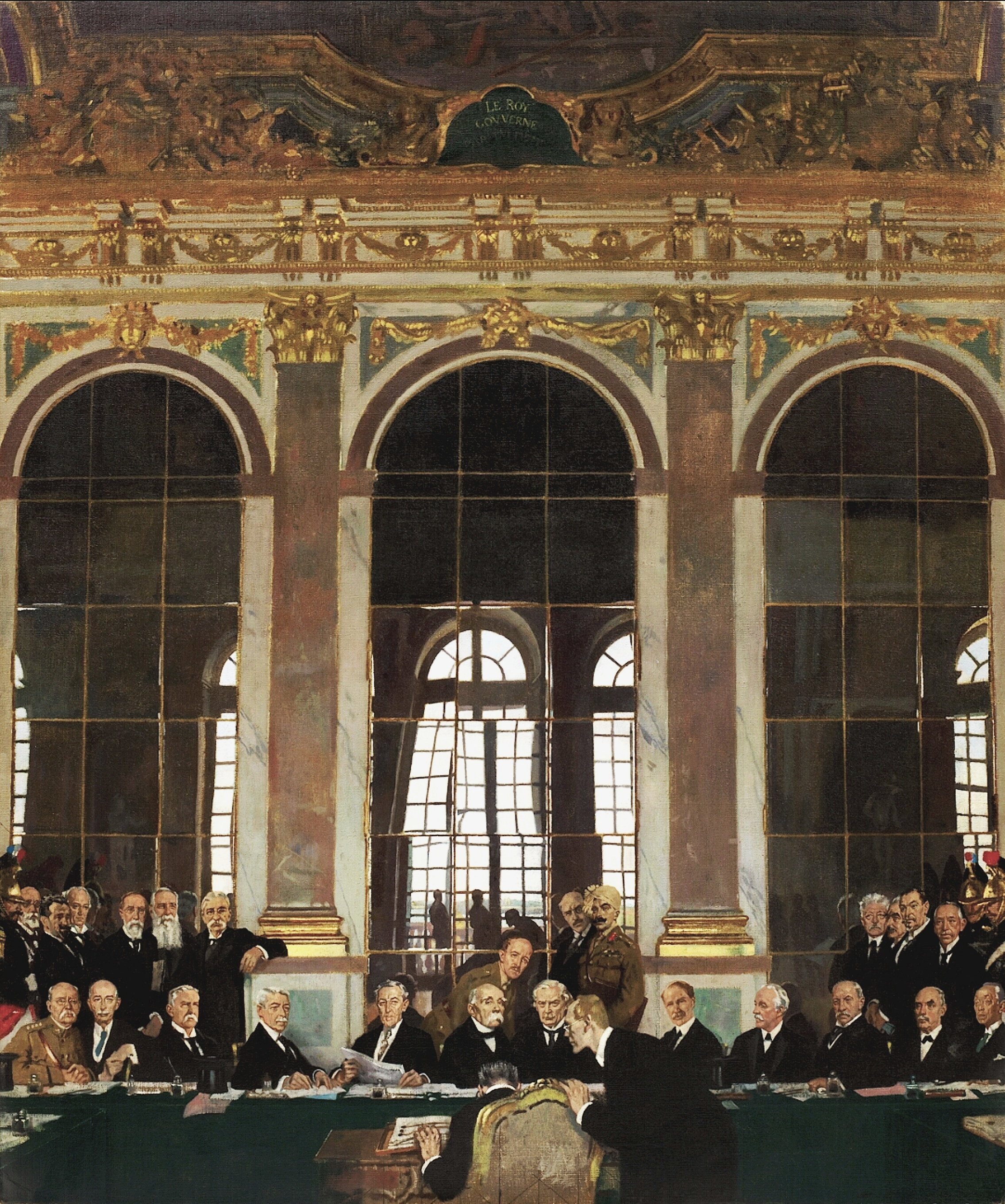
William Orpen, The Signing of Peace in the Hall of Mirrors

- William Orpen malt im Auftrag der Pariser Friedenskonferenz in Öl auf Leinwand The Signing of Peace in the Hall of Mirrors, 28th June 1919 sowie A Peace Conference at the Quai d’Orsay.
- John Singer Sargent malt im Auftrag des britischen Informationsministeriums in Öl auf Leinwand das Gemälde Gassed. Es zeigt Soldaten der British Expeditionary Force nach einem Giftgasangriff von deutschen Truppen im Ersten Weltkrieg.

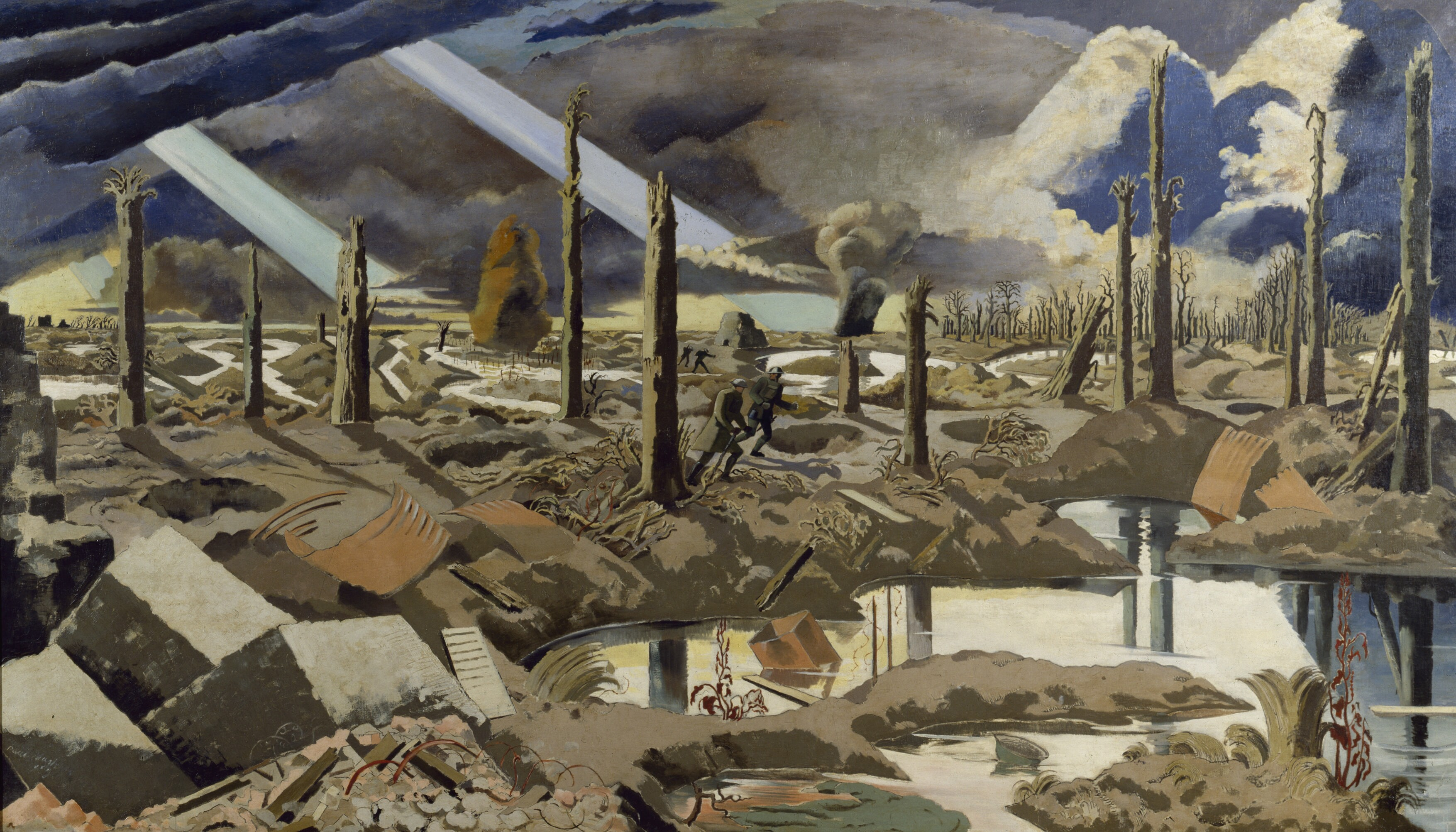
The Menin Road

- Paul Nash, der vom britischen War Propaganda Bureau an die Westfront geschickt worden ist, stellt das Gemälde The Menin Road fertig. Das Gemälde gilt als eines der bekanntesten künstlerischen Darstellungen des Ersten Weltkriegs und wird heute im Imperial War Museum in London ausgestellt. Paul Nash, der selbst mit seiner Tätigkeit als Propagandakünstler zutiefst unzufrieden war, erleidet aufgrund seiner Kriegserfahrungen einen Zusammenbruch, der ihn lange Zeit schwächt.

#### Andere Werke
- Marcel Duchamp schafft mit L.H.O.O.Q. eines seiner bekanntesten Ready-mades.

### Museen
- Das Musée Rodin in Paris wird eröffnet.

## Geboren

### Erstes Halbjahr
- 11. Januar: Alexander von Branca, deutscher Architekt und Künstler († 2011)
- 17. Januar: Antonio Mingote, spanischer Zeichner und Autor († 2012)
- 20. Januar: Wladimir Samoilowitsch Gall, sowjetischer Kulturoffizier und Hochschuldozent († 2011)

- 06. Februar: Elfriede Abbe,  US-amerikanische Bildhauerin († 2012)
- 14. Februar: Miroslav Zikmund, tschechischer Weltreisender, Schriftsteller und Fotograf
- 23. Februar: Anna Maria Strackerjan, deutsche Bildhauerin († 1980)

- 17. März: Fedja Erik Allan Anzelewski, deutscher Kunstwissenschaftler († 2010)
- 28. März: Tatiana Ahlers-Hestermann, deutsche Textil-, Mosaik- und Glaskünstlerin († 2000)
- 30. März: Christian Aigrinner, deutscher Kunstmaler, Zeichner und Graphiker († 1983)

- 24. April: César Manrique, spanischer Künstler, Architekt, Bildhauer und Umweltschützer auf Lanzarote († 1992)

- 03. Mai: Illa Blaue, deutsche Malerin († 2018)
- 03. Mai: John Cullen Murphy, US-amerikanischer Comiczeichner († 2004)
- 11. Mai: Florian Vischer, Schweizer Architekt († 2000)
- 24. Mai: Gottfried Leonhardt, deutscher Grafiker und Illustrator († 2018)
- 30. Mai: Rómulo Aguerre, uruguayischer Fotograf († 2002)

- 18. Juni: Lelo Cremonesi, italienischer Designer († 2018)
- 21. Juni: Paolo Soleri, italienischer Architekt († 2013)
- 26. Juni: Donald Martin Ashton, britischer Architekt, Filmarchitekt und Ausstatter († 2004)

### Zweites Halbjahr
- 06. Juli: Otto Johannes Bähr, deutscher Maler († 2008)
- 06. Juli: Oswaldo Guayasamín, ecuadorianischer Maler und Bildhauer († 1999)
- 26. Juli: Elinborg Lützen, färöische Grafikerin († 1995)
- 27. Juli: Jack Goody, britischer Kulturwissenschaftler († 2015)

- 15. August: Ota Janeček, tschechischer Illustrator, Maler, Graphiker († 1996)
- 18. August: Hans Winkler, deutscher Maler († 2000)
- 24. August: Egon Hartmann, deutscher Architekt und Stadtplaner († 2009)

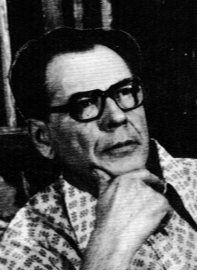
Fjodor Sacharow

- 05. September: Fjodor Sacharowitsch Sacharow, russisch-ukrainischer Maler († 1997)
- 08. September: Maria Lassnig, österreichische Malerin und Medienkünstlerin († 2014)
- 14. September: Irma Emmrich, deutsche Kunsthistorikerin († 2018)
- 19. September: Juan Barjola, spanischer Maler († 2004)

- 02. Oktober: Alfred Mallwitz, deutscher Bauforscher, Architekt und Archäologe († 1986)
- 17. Oktober: Claus Arnold, deutscher Zeichner, Karikaturist und Maler († 2014)
- 23. Oktober: Rodrigo Arenas Betancur, kolumbianischer Schriftsteller und Bildhauer († 1995)
- 25. Oktober: Bruno Heinrich Schubert, deutscher Unternehmer, Konsul und Mäzen († 2010)
- 30. Oktober: Otto Heinrich Treumann, deutsch-niederländischer Grafiker († 2001)

- 09. Dezember: Marianne Sayn-Wittgenstein-Sayn, österreichische Fotografin († 2025)
- 12. Dezember: Giancarlo De Carlo, italienischer Architekt († 2005)
- 24. Dezember: Pierre Soulages, französischer Maler und Grafiker († 2022)

## Gestorben
- 20. Januar: Josef Hötte, deutscher Pelzhändler und Mäzen (* 1838)
- 22. Januar: Carl Larsson, schwedischer Künstler (* 1853)
- 07. Februar: Károly Senyei, ungarischer Bildhauer (* 1854)
- 09. Februar: Ludwig Geiger, deutsch-jüdischer Literatur- und Kunsthistoriker (* 1848)
- 25. März: Wilhelm Lehmbruck, deutscher Bildhauer (* 1881)
- 02. Mai: Max Brückner, deutscher Theatermaler (* 1836)
- 09. Juni: Marie Helene Aarestrup, norwegische Genre-, Porträt- und Tiermalerin (* 1826)
- 04. September: Franz Reber, deutscher Kunsthistoriker (* 1834)
- 27. Oktober: Alfred Philippe Roll, französischer Maler (* 1846)
- 03. Dezember: Pierre-Auguste Renoir, französischer Maler des Impressionismus (* 1841)